# Domingo Lobato
Domingo Lobato Bañales (Morelia, Michoacán 4 de julio de 1920 - Guadalajara, Jalisco 5 de noviembre de 2012) fue un compositor, organista y director de Música de la Universidad de Guadalajara.

## Biografía
Nació en la ciudad de Morelia, Michoacán el 4 de agosto de 1920. A la edad de seis años formó parte del coro de niños del templo de San Juan. Estudió en la Escuela de Música Sacra en donde fue elegido para integrarse al Coro de Niños de la Catedral Metropolitana de su ciudad natal. 
Tras una estancia en Europa recibió formación como compositor por parte del maestro Miguel Bernal Jiménez; y piano con el Mtro. Ignacio Mier. 
Sus primeras obras se publicaron en la revista Schola Cantorum , en Morelia cuando él tenía 19 años. 
Tres años después obtuvo el Magisterio en Composición y posteriormente el de Canto Gregoriano. 
Fue profesor de la Escuela Popular de Bellas Artes de la Universidad de San Nicolás, Director de la Escuela de Música de la Universidad de Guadalajara y maestro de composición de la Escuela Superior Diocesana de Música Sagrada de Guadalajara. 
Fue invitado por el Instituto Alemán de Guadalajara a conocer los programas y estructuras de institutos y conservatorios en Alemania Federal. 
El maestro Domingo Lobato recibió el Premio Episcopal por el Magisterio en Composición y en el año de 1958 le fue otorgado el Premio Jalisco en Música, por un profundo estudio y rescate de la música de la época colonial, que contenían los Archivos de la Catedral Metropolitana de Guadalajara. 
Ha dirigido la Orquesta Sinfónica y Coros de Puebla, en la ejecución de su cantata México, creo en ti. Ha dirigido la Orquesta Sinfónica de la Universidad de Guadalajara y las Sinfónicas de Morelia y Guadalajara, entre otras experiencias en dirección orquestal. Como fruto de su extenso trabajo como compositor, se encuentran obras de instrumentación especializada, ópera, composiciones corales y numerosas obras sinfónicas.